# ユヌス・アクギュン
ユヌス・アクギュン（Yunus Akgün、2000年7月7日 - ）は、トルコ・イスタンブール出身のサッカー選手。ガラタサライSK所属。ポジションはMF、FW。トルコ代表。

## クラブ経歴
2011年にガラタサライSKの下部組織に入団し、2018年8月5日、TFFスュペル・クパのアクヒサル・ベレディイェスポル戦にてトップチームデビューを果たした。2019年1月29日にはテュルキエ・クパスのボルスポル戦にてキャリア初となるハットトリックを記録した。
2019-20シーズン終了後、経験を積むため、2シーズン連続でアダナ・デミルスポルにレンタル移籍をした。
2023年8月27日、EFLチャンピオンシップ所属のレスター・シティFCへレンタル移籍。
8月30日、EFLカップのトレンメア戦にてクラブデビュー。
2024年1月27日、FAカップ4次ラウンドのバーミンガム戦にてクラブ初ゴールを決めた。

## 代表経歴
2022年6月4日、UEFAネーションズリーグのフェロー諸島代表戦にてトルコ代表での初キャップを刻んだ。同代表初ゴールは3日後に行われたリトアニア代表戦であり、チームの5点目を挙げて6-0での大勝に貢献した。

## タイトル
ガラタサライ
- スュペル・リグ：2018-19、2022-23
- テュルキエ・クパス：2018-19
- トルコ・スーパーカップ：2019

レスター・シティ
- EFLチャンピオンシップ：2023-24